# Duelo

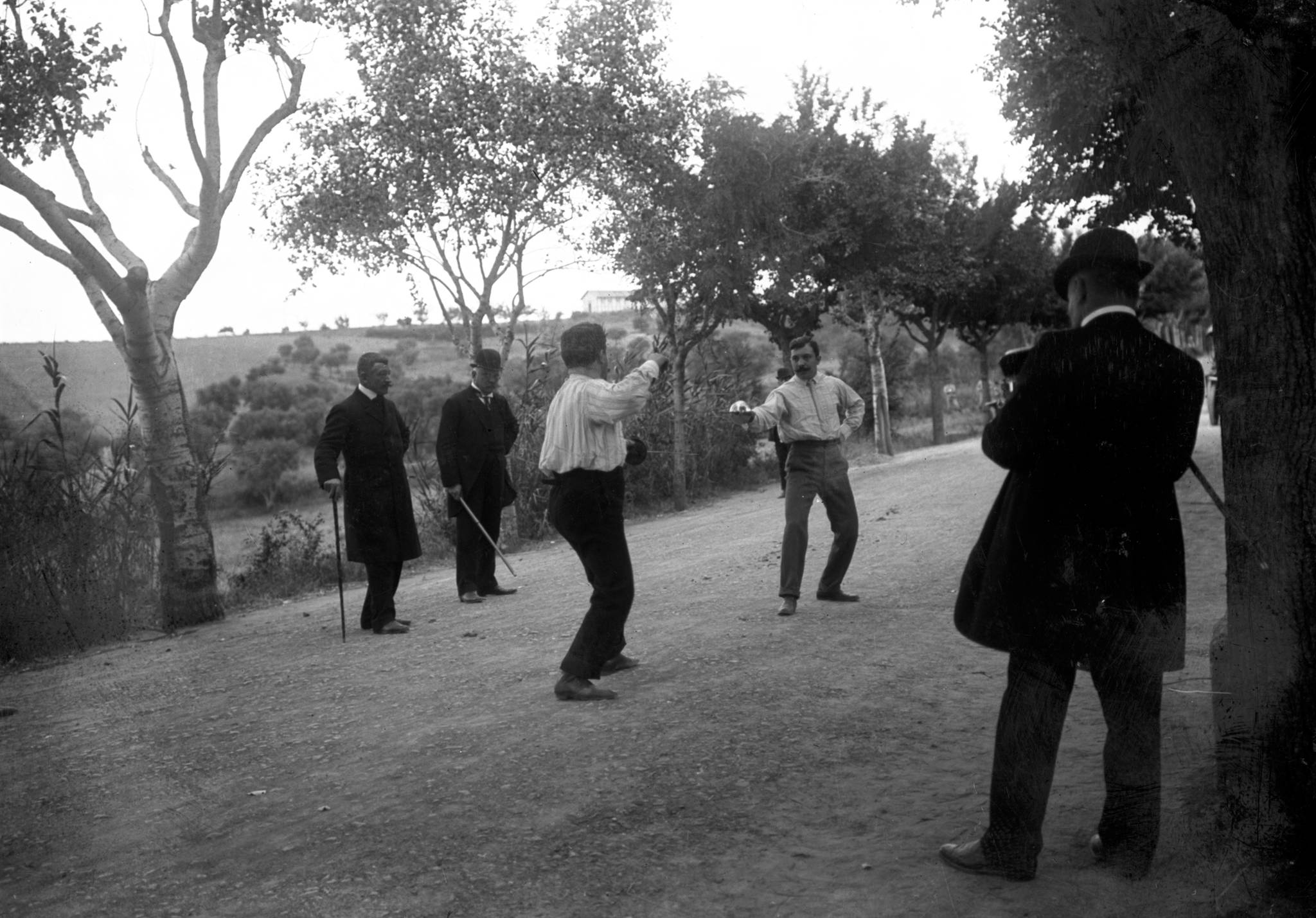
Duelo entre Afonso Costa e o conde de Penha Garcia, em 1908.

O duelo é uma disputa em combate de confronto entre duas pessoas, motivadas, em geral, por desagravo à honra, desavenças individuais, familiares, em facções ou grupais, e outros tipos de confronto de cunho fortemente emocional.
Várias são as formas do duelo, inclusive sem a utilização de armas brancas ou de fogo; na forma de luta livre, ou também chamada "Apache", dentro de um círculo (às vezes de fogo, as noturnas).
De forma geral, cada duelante poderia ter um ou mais padrinhos, que o assessorassem. Cada duelo teria de ter um juiz imparcial, que obedecia às regras tratadas previamente, conforme ordenamento dessas leis que toleravam tais práticas, muito antigas, que quase sempre vitimava um ou mais dos duelantes que acabam por morrer, muitas vezes por "falta de socorro - proposital", pois "tinham perdido o duelo", ou seja, o perdedor somente tinha direito, e era apoiado pelos seus padrinhos; mesmo que tivesse um médico renomado do outro lado, "pois era uma questão de honra".
Como exemplo mais corriqueiro (emocional), temos os duelos do antigo Oeste americano e do sertão brasileiro, esses também individuais ou entre famílias, facções ou grupos, rivais, donde dois ou mais valentões ou valentonas, representantes dos grupos se ofendiam e se digladiavam mutuamente. Provocações essas disputadas no confronto através do "gatilho mais rápido", "chicote mais rápido", e assim por diante.
Como podemos observar, foi modelo de disputa em confrontos muito usados no Oriente Próximo, na Europa e nas Américas. O último país do mundo ocidental em que o duelo era legal foi o Uruguai, que o manteve em legislação própria até a década de 1980.

## Portugal
O último duelo realizado em Portugal ocorreu no dia 27 de dezembro de 1925 e fez capa no Diário de Noticias. No Jockey Club do Campo Grande, confrontaram-se António Beja da Silva, um republicano, vice-presidente da Câmara de Lisboa, e António Centeno, um monárquico diretor das Companhias Reunidas de Gás e Eletricidade, acusado de não cumprir um acordo sobre a subida do preço do gás e do aluguer dos contadores. Beja da Silva acabou por perder o duelo e faleceu por síncope cardíaca.